# Pietro Musone (Radsportler)
Pietro Musone (* 11. Mai 1937 in Mailand) ist ein ehemaliger italienischer Radrennfahrer und nationaler Meister im Radsport.

## Sportliche Laufbahn
Musone war im Bahnradsport und im Straßenradsport aktiv. Mit 16 Jahren begann er mit dem Radsport. Von 1959 bis 1964 war er Berufsfahrer. Er begann im Radsportteam Bianchi. 1957 gewann Musone die nationale Meisterschaft im Steherrennen der Amateure und startete im Vorläufer der Steher-Weltmeisterschaften, dem Weltkriterium der Dauerfahrer in Leipzig. Dort wurde er Zweiter im Finale hinter seinem Landsmann Virginio Pizzali. 1960 gewann er die italienische Profimeisterschaft im Steherrennen. Auf der Straße gewann er 1959 das Eintagesrennen Coppa San Geo. 1960 und 1961 startete er im Giro d’Italia. Beide Rundfahrten beendete er nicht. In den Rennen der Monumente des Radsports war der 9. Platz im Rennen Mailand–Sanremo 1961 sein bestes Resultat. 1962 trat er vom Radsport zurück und eröffnete eine Bar.